# جورج بورتر (لاعب كريكت)
جورج بورتر (بالإنجليزية: George Porter)‏ (3 ديسمبر 1861 في المملكة المتحدة - 15 يوليو 1908 في المملكة المتحدة) هو لاعب كريكت بريطاني (وحمل سابقاً جنسية المملكة المتحدة لبريطانيا العظمى وأيرلندا). لعب مع نادي مقاطعة ديربيشاير للكريكت ‏.